# Parkietaż

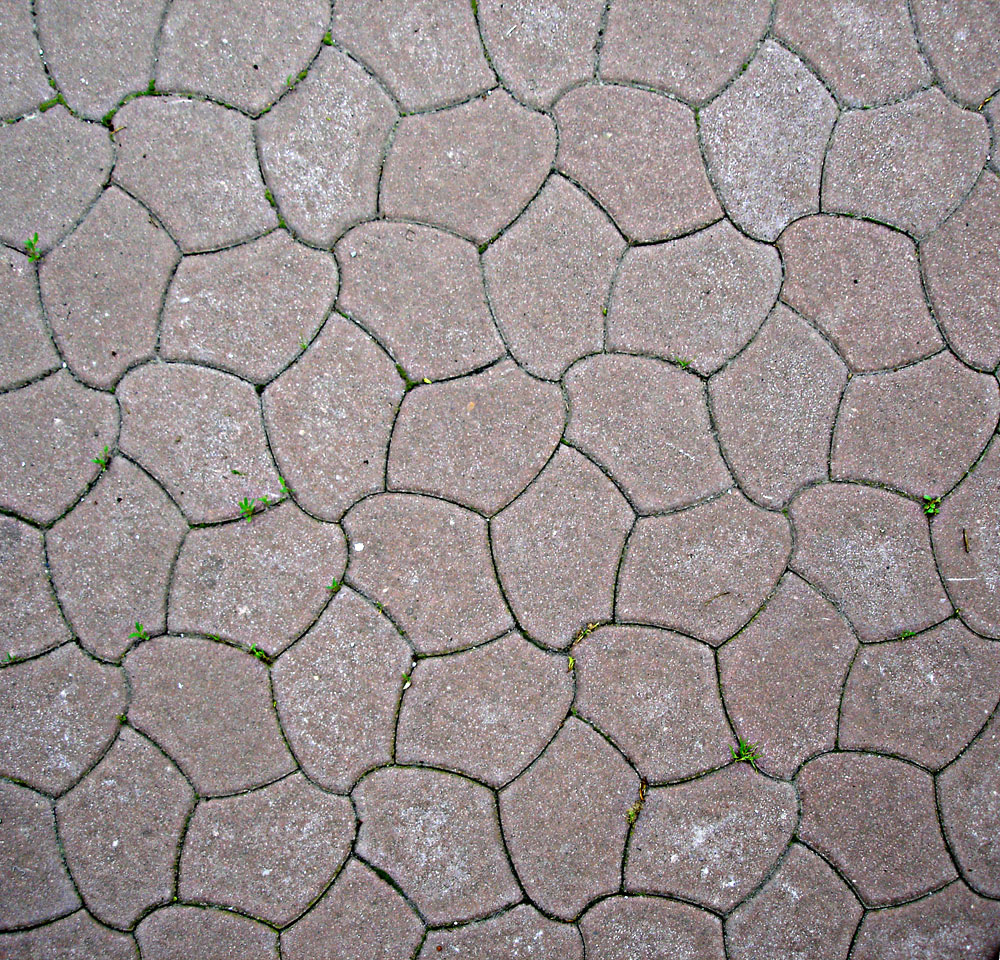
Parkietaż chodnika (elementy nie są wielokątami)

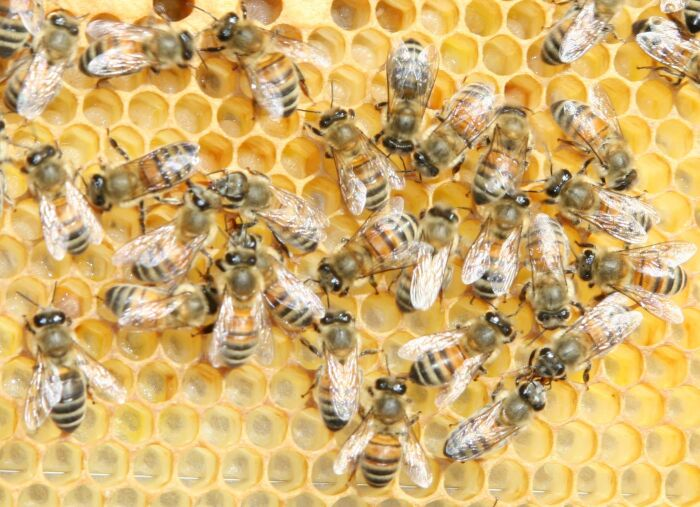
Plaster miodu jest przykładem parkietażu spotykanego w przyrodzie

Parkietaż, kafelkowanie lub tesselacja – pokrycie płaszczyzny wielokątami przylegającymi i nie zachodzącymi na siebie. Można rozpatrywać parkietaże części płaszczyzny oraz powierzchni, które nie są płaskie (np. parkietaże sfery, np. kopuła geodezyjna). Można także badać parkietaże przestrzeni trójwymiarowej i przestrzeni wymiarów wyższych. Nie jest konieczne ograniczanie się do przestrzeni euklidesowych. W praktyce (parkietaż chodnika na zdjęciu) elementy parkietażu nie muszą być wielokątami.
Parkietaże często pojawiają się w architekturze (np. Alhambra) i twórczości plastycznej (np. Maurits Cornelis Escher).

## Typy parkietaży płaszczyzny
Parkietaż okresowyIstnieje dla niego grupa przekształceń płaszczyzny przeprowadzająca jego elementy na siebie.
Parkietaż foremnySkłada się z przystających wielokątów foremnych.
Parkietaż regularnyParkietaż, w którego każdym wierzchołku spotyka się taka sama grupa figur (z dokładnością do obrotu).
Cechą dobrze charakteryzującą parkietaż regularny jest liczba i rodzaj wielokątów stykających się w danym wierzchołku. Jeśli w wierzchołkach spotykają się: trójkąt równoboczny, kwadrat, sześciokąt foremny i kwadrat, to taki parkietaż jest typu (3, 4, 6, 4). Kolejność liczb odczytuje się zgodnie z ruchem wskazówek zegara. Skrócenie zapisu osiąga się przez zapis potęgowy: jeśli liczba {\displaystyle k} wystąpi {\displaystyle n} razy po kolei, to zapisuje się to symbolem {\displaystyle k^{n}.}

## Rodzaje parkietaży

Parkietaż
Parkietaż
Parkietaż

Parkietaż
Parkietaż
Parkietaż
Parkietaż
Parkietaż
Parkietaż
Parkietaż
Parkietaż

Parkietaż o wierzchołkach typu oraz

Przykład parkietażu Penrose'a

Okresowe parkietaże foremne regularne (platońskie)Istnieją trzy takie parkietaże: {\displaystyle 6^{3},\,4^{4},\,3^{6}.}
- Parkietaż {\displaystyle 3^{6}}
- Parkietaż {\displaystyle 4^{4}}
- Parkietaż {\displaystyle 6^{3}}

Okresowe parkietaże półforemne regularne (archimedesowskie, półforemne)Istnieje osiem takich parkietaży: {\displaystyle (3^{4},6),\ (3^{3},4^{2}),\ (4,8^{2}),\ (4,6,12),\ (3,4,6,4),\ (3^{2},4,3,4),\ (3,12^{2}),\ (3,6,3,6).} Z tych samych wielokątów można budować różne parkietaże.
- Parkietaż {\displaystyle (3^{4},6)}
- Parkietaż {\displaystyle (3^{3},4^{2})}
- Parkietaż {\displaystyle (4,8^{2})}
- Parkietaż {\displaystyle (4,6,12)}
- Parkietaż {\displaystyle (3,4,6,4)}
- Parkietaż {\displaystyle (3^{2},4,3,4)}
- Parkietaż {\displaystyle (3,12^{2})}
- Parkietaż {\displaystyle (3,6,3,6)}

Okresowe parkietaże półforemne nieregularnePrzykładem jest parkietaż Johnsona, który ma dwa rodzaje wierzchołków: {\displaystyle 3^{6}} oraz {\displaystyle (3^{2},4,12).}
- Parkietaż o wierzchołkach typu {\displaystyle 3^{6}} oraz {\displaystyle (3^{2},4,12)}

Okresowe parkietaże nieregularnePrzykładem może być parkietaż złożony z tylko jednego pięciokąta (potocznie zwanego „sfinksem”). Wielokąt ten jest na razie jedynym znanym pięciokątem, który można podzielić na 4 pięciokąty wzajemnie przystające do siebie i zarazem podobne do pięciokąta wyjściowego.
Parkietaże nieokresowePrzykładem jest parkietaż Pearsona zbudowany z dwóch typów złotych deltoidów: wypukłego (kąty: 72°, 72°, 72°, 144°) oraz wklęsłego (kąty: 36°, 36°, 72°, 216°). Parkietażami tego typu są także parkietaże Penrose’a.- Przykład parkietażu Penrose'a